# Carlos Piera
Carlos Piera Gil (Madrid, 1942), es un poeta español en lengua castellana. 

## Biografía
Estudió en el Liceo Francés de Madrid, en la Universidad Complutense de Madrid y en la Universidad de Barcelona.  
Miembro del Círculo Lingüístico de Madrid, junto con Rafael Sánchez Ferlosio, Víctor Sánchez de Zavala, Agustín García Calvo e Isabel Llácer. Se doctoró en la UCLA con una tesis inédita sobre métrica. Ha sido profesor en la Cornell University (Ithaca, EE. UU.) y se jubiló en el departamento de lingüística de la Universidad Autónoma de Madrid. Fue miembro del consejo de redacción de la revista de ensayo La balsa de la medusa, y responsable de la sección de métrica de la Revista de Erudición y Crítica.
Es autor de cuatro libros de poesía: Versos (1972), Antología para un papagayo (1984), De lo que viene como si se fuera (1991) y Religio y otros poemas (2005). Su poesía ha sido recogida en un volumen titulado Apartamentos de alquiler (2013), donde se incluyen poemas sueltos no pertenecientes a los libros anteriores. Ha publicado diversos ensayos, varios de ellos recopilados en dos libros, titulados Contrariedades del sujeto (1993) y La moral del testigo (2012). 
- Datos: Q5751349